# Landed
Landed este al șaselea album de studio al trupei Can, lansat în 1975. Se spune că odată cu acest album formația și-a început perioada mai puțin experimentală.

## Lista melodiilor
1. "Full Moon on the Highway" (3:32)
2. "Half Past One" (4:39)
3. "Hunters and Collectors" (4:19)
4. "Vernal Equinox" (8:48)
5. "Red Hot Indians" (5:38)
6. "Unfinished" (13:21)

## Componență
- Holger Czukay - bas, voce pe "Full Moon on the Highway"
- Michael Karoli - chitară, vioară, solist vocal
- Jaki Liebezeit - tobe, percuție
- Irmin Schmidt - claviaturi, Alpha 77, voce pe "Full Moon on the Highway"
- Olaf Kubler - saxofon tenor pe "Red Hot Indians"